# Sailaab
Pour plus de détails, voir Fiche technique et Distribution.
Sailaab est un film indien réalisé par Guru Dutt, sorti en 1956.

## Synopsis
Gautam, un jeune homme riche, se rend en Assam pour visiter la plantation de thé de son père. L'avion dans lequel il voyage est contraint d'atterrir d'urgence en raison du mauvais temps. Gautam se blesse et souffre d'amnésie. Il tombe amoureux d'une jeune femme, Kanchan, qui lui répond bien qu'elle fasse partie d'une communauté religieuse qui n'autorise pas ses membres à se marier. Le père de Gautam le ramène à Calcutta. La mère de Gautam meurt et le choc de sa mort lui rend la mémoire. Mais lorsque sa mémoire lui revient, il oublie Kanchan. Kanchan vient à Calcutta à la recherche de Gautam et constate qu'il ne la reconnaît plus. Elle retourne dans sa communauté en décidant de renoncer au monde. Avec le temps, Gautam parvient à se souvenir d'elle et il part à sa recherche en Assam. 

## Fiche technique
- Titre français : Sailaab
- Réalisation : Guru Dutt
- Pays d'origine : Inde
- Format : Noir et blanc - 35 mm - Mono
- Genre : drame
- Date de sortie : 1956

## Distribution
- Geeta Bali : Kanchan
- Abhi Bhattacharya : Gautam
- Smriti Biswas :
- Ram Singh :
- Bipin Gupta :
- Helen